# 구성윤
구성윤(具聖潤, 1994년 6월 27일~)은 대한민국의 축구 선수로 포지션은 골키퍼이다. 현재 J1리그의 서울 이랜드에서 활동하고 있다.

## 어린 시절
1994년 6월 27일 경상북도 포항시에서 태어나 청림초등학교 1학년 때부터 축구를 시작하여 과천초등학교를 졸업한 후 서울로 이주하여 재현중학교와 재현고등학교를 거쳤다.

## 구단 경력

### 세레소 오사카
2012년 세레소 오사카 U-18팀에 입단한 뒤 2013년 1군으로 승격되었지만 같은 한국인 골키퍼 김진현에 밀려 2시즌 동안 한 경기에도 출전하지 못했다.

### 콘사돌레 삿포로 1기
김진현은 2015 시즌을 앞두고 당시 일본 J2리그 소속팀인 콘사돌레 삿포로로 이적하여 2020 시즌 여름 이적 시장 전까지 삿포로의 주전 골키퍼로서 공식전 175경기에 출전하며 J2리그 2016 우승, J1리그 2018 4위, J리그컵 2019 준우승을 달성했다.

### 대구 FC
군 복무를 수행하기 위해 2020 시즌 여름 이적 시장에서 K리그1 대구 FC로 이적하여 2020 시즌 공식전 19경기에 출전하며 대구의 2시즌 연속 K리그1 상위스플릿 진출에 기여했다.

### 김천 상무
2020 시즌 종료 후 병역 의무를 해결하기 위해 K리그2의 김천 상무에 입대한 이후 2021 시즌 18경기에 출전하여 김천의 K리그2 통산 3번째 우승 및 2년만의 K리그1 복귀에 기여했고 2022 시즌에서도 15경기에 출전한 뒤 수원 삼성 블루윙즈와의 2022년 K리그1 23라운드 경기를 끝으로 김천에서의 군 복무를 마무리했다.

### 콘사돌레 삿포로 2기
김천에서의 군 복무를 마치자마자 대구와의 계약을 해지한 뒤 콘사돌레 삿포로 재입단을 통해 2년만에 일본 리그로 복귀한 이후 2023 시즌 공식전 12경기에 출전했으나 4월 1일 정성룡의 소속팀인 가와사키 프론탈레와의 경기에서 4실점을 기록했다.

### 교토 상가
구성윤은 삿포로에서의 주전 경쟁에서 완전히 탈락한 이후 같은 해 7월 25일 여름 이적 시장을 통해 잔여 시즌 동안 조귀재 감독이 이끄는 교토 상가로 임대 이적하여 6경기에 출전한 뒤 2024 시즌을 앞두고 교토 상가로 완전 이적했다.

## 국가대표팀 경력

### A대표팀
2015년 EAFF 동아시안컵 출전 엔트리에 합류하여 경기에는 출전하지 못했지만 대표팀에서 우승을 달성했다. 그로부터 4년 뒤인 2019년 9월 5일 조지아와의 친선 경기에서 국제 A매치 데뷔전을 가졌다.
그 후 같은 해 12월 11일 자국에서 열린 홍콩과의 2019년 EAFF E-1 풋볼 챔피언십 결승 리그 1차전에 선발로 출전하여 클린시트를 기록했다.

### 대한민국 U-23
대한민국 U-23 대표팀 소속으로 2016년 하계 올림픽 본선에 출전했다. 대표팀은 2회 연속 올림픽 8강에 진출했지만 8강에서 온두라스에 패배하면서 2회 연속으로 올림픽 메달 획득에 실패했다.

## 수상 내역
콘사돌레 삿포로
- J2리그: 2016
- J리그컵 준우승: 2019

 김천 상무
- K리그2: 2021

 대한민국 U-23
- 킹스컵: 2015

 대한민국
- EAFF E-1 풋볼 챔피언십: 2015, 2019